# Świnobród (Basse-Silésie)
Pour les articles homonymes, voir Świnobród.
Świnobród est une localité polonaise de la gmina de Borów, située dans le powiat de Strzelin en voïvodie de Basse-Silésie.